# The Walk (Hanson)
The Walk är det amerikanska indie/pop/rock-bandet Hansons fjärde studioalbum som kom ut 2007. 

## Låtförteckning
1. "Intro (Ngi Ne Themba)" – 0:24
2. "Great Divide" – 3:59
3. "Been there Before" – 3:32
4. "Georgia" – 3:47
5. "Watch over me" – 4:54
6. "Running man" – 3:41
7. "Go" – 4:04
8. "Fire on the mountain" – 2:42
9. "One more" –4:10
10. "Blue sky" – 3:37
11. "Tearing it down" – 3:04
12. "Something going round" – 3:13
13. "Your illusion" – 5:00
14. "The walk" - 5:044
15. "Got a hold on me" acoustic - 3:08
16. "I've been down" acoustic - 2:53
17. "Something going round" acoustic - 2:52

Japanversionen innehåller också låtarna "In a Way" och "I am".